# Таштак (Кызыл-Тууский айылный аймак)
Таштак (кирг. Таштак) — село в Сузакском районе Джалал-Абадской области Кыргызстана. Входит в состав Кызыл-Тууского айылного аймака.

## География
Село расположено в юго-восточной части области, к западу от реки Кёгарт, на расстоянии приблизительно 12 километров (по прямой) к северо-востоку от села Сузак, административного центра района. Абсолютная высота — 857 метров над уровнем моря.

## Население
Согласно оценочным данным Национального статистического комитета Кыргызской Республики, численность населения села на начало 2023 года составляла 3880 человек.
| год     | 2009 | 2014 | 2015 | 2020 | 2021 | 2023 |
| ------- | ---- | ---- | ---- | ---- | ---- | ---- |
| человек | 2396 | 2668 | 2588 | 3268 | 3340 | 3880 |